# Jogos Pan-Americanos de 1959
Os Jogos Pan-Americanos de 1959 foram a terceira edição do evento multiesportivo, realizado na cidade de Chicago, nos Estados Unidos, entre os dias 27 de agosto e 7 de setembro. A delegação brasileira foi composta por 219 atletas, entre os 2 263 participantes.
A 3ª edição dos Jogos Pan-Americanos estava originalmente programada para ser realizada em Cleveland, mas a cidade do Estado de Ohio acabou desistindo, por problemas financeiros, e a Odepa transferiu a competição para Chicago. Estiveram presentes 24 países, disputando em 18 esportes. A supremacia foi total dos anfitriões, que ganharam 249 medalhas (122 de ouro, 73 de prata e 54 de bronze), enquanto a Argentina, segunda colocada, somou apenas 43 pódios (9 de ouro, 22 de prata e 12 de bronze). 

## Países participantes
24 países participaram do evento:
| - ARG Argentina - AHO Antilhas Neerlandesas - BAH Bahamas - BER Bermudas - BRA Brasil - CAN Canadá - CHI Chile - CRC Costa Rica | - CUB Cuba - ESA El Salvador - ECU Equador - USA Estados Unidos - GUA Guatemala - GUY Guiana - HAI Haiti - JAM Jamaica | - MEX México - NCA Nicarágua - PAN Panamá - PER Peru - PUR Porto Rico - DOM República Dominicana - URU Uruguai - VEN Venezuela |

## Modalidades
Foram disputadas 20 modalidades nesta edição dos Jogos:
| - Atletismo - Basquetebol - Beisebol - Boxe - Ciclismo - Esgrima - Futebol | - Ginástica - Hipismo - Levantamento de peso - Lutas - Pentatlo moderno - Natação | - Polo aquático - Remo - Saltos ornamentais - Tênis - Tiro esportivo - Vela - Voleibol |

## Quadro de medalhas
País sede destacado.
| Ordem | País               |     |    |    |     |
| 1     | USA Estados Unidos | 115 | 69 | 52 | 236 |
| 2     | ARG Argentina      | 9   | 19 | 11 | 39  |
| 3     | BRA Brasil         | 8   | 8  | 6  | 22  |
| 4     | MEX México         | 6   | 11 | 12 | 29  |
| 5     | CAN Canadá         | 5   | 19 | 24 | 48  |